# 고흥우체국
고흥우체국(高興郵遞局)은 대한민국 전라남도 고흥군 고흥읍 옥하리에 있는 과학기술정보통신부 우정사업본부 전남지방우정청 소속의 우편물 취급기관이다.

## 연혁
- 1907년 1월 16일 흥양우편취급소로 개소
- 1907년 3월 21일 흥양우편전신취급소로 명칭 개정
- 1917년 9월 16일 고흥우편국으로 명칭 개정
- 1923년 3월 25일 고흥우편취급소로 명칭 개정
- 1941년 5월 1일 고흥우편국으로 명칭 개정
- 1950년 1월 12일 고흥우체국으로 명칭 개정
- 1987년 12월 17일 도양우체국이 감독국으로 승격 분리
- 1991년 4월 1일 도양우체국 고흥국으로 편입
- 2007년 10월 1일 관할 풍남우편취급소 폐국
- 2010년 1월 1일 관할 소록, 고흥동일, 고흥영남국 6급 관서로 승격
- 2016년 8월 8일: 관할 두원우체국 별정우체국 지정 취소[2]

## 관할 우체국
| 우체국명           | 사진 | 주소                                   | 비고                    |
| ------------------ | ---- | -------------------------------------- | ----------------------- |
| 고흥금산우체국     |      | 전라남도 고흥군 금산면 거금중앙길 88-4 |                         |
| 고흥동일우체국     |      | 전라남도 고흥군 동일면 봉영로 1        |                         |
| 고흥영남우체국     |      | 전라남도 고흥군 영남면 팔영로 1071     |                         |
| 고흥오천우편취급국 |      | 전라남도 고흥군 금산면 오천길 58       |                         |
| 고흥풍양우체국     |      | 전라남도 고흥군 풍양면 풍양로 12       |                         |
| 과역우체국         |      | 전라남도 고흥군 과역면 고흥로 2959     |                         |
| 나로도우체국       |      | 전라남도 고흥군 봉래면 축정2길 105     |                         |
| 남양우체국         |      | 전라남도 고흥군 남양면 남양희망길 22   |                         |
| 대서우체국         |      | 전라남도 고흥군 대서면 석장2길 13      |                         |
| 도덕우체국         |      | 전라남도 고흥군 도덕면 고흥로 453      |                         |
| 도양우체국         |      | 전라남도 고흥군 도양읍 녹동남촌2길 26  |                         |
| 도화우체국         |      | 전라남도 고흥군 도화면 중심길 56       |                         |
| 동강우체국         |      | 전라남도 고흥군 동강면 원유둔1길 29    |                         |
| 두원우체국         |      | 전라남도 고흥군 두원면 두원로 469      | 2016년 8월 8일 지정취소 |
| 소록우체국         |      | 전라남도 고흥군 도양읍 소록선창길 120  |                         |
| 점암우체국         |      | 전라남도 고흥군 점암면 모룡길 68       |                         |
| 포두우체국         |      | 전라남도 고흥군 포두면 우주로 613-1    |                         |